# Wilhelm Busch (historiker)
Wilhelm Busch, född 18 februari 1861 och död 23 september 1929, var en tysk historiker.
Busch blev professor i historia i Freiburg im Breisgau 1894, i Tübingen 1896 och i Marburg 1910. Bland Buschs arbeten märks särskilt England unter den Tudors. 1. König Heinrich VII. (1892), Bismarck und die politischen Anschauungen in Deutschland 1847-62 (1896), Das deutsche grosse Hauptquartier und die Bekämpfung von Paris im Feldzuge 1870-71 (1905), Die Kämpfe um Reichverfassung und Kaisertum 1870-71 (1906) och Bismarck und Moltke. Politik und Heerführung (1916).